# 37th Virginia Infantry
Trente-septième régiment d'infanterie de volontaires de Virginie
Le 37th Virginia Volunteer Infantry Regiment (trente-septième régiment d'infanterie des volontaires de Virginie) est un régiment d'infanterie levé en Virginie pour servir dans l'armée des États confédérés pendant la guerre de Sécession. Il combat la plupart du temps avec l'armée de Virginie du Nord.

## Organisation
Le 37th Virginia est organisé dans le comté de Washington, en Virginie, en mai 1861, et accepté dans le service confédéré en juillet, lorsque deux unités supplémentaires sont ajoutées. 
Parmi les compagnies du régiment, on trouve : 
- Compagnie A - « Goodson Rifle Guard » (garde des fusiliers de Goodson)[1](p59)
- Compagnie B - « Washington Independents » (indépendants de Washington)[1](p160),[note 1]
- Compagnie D - « Estillville Davis Guards » (gardes d'Estillville Davis)[1](p49)
- Compagnie F - « Glade Spring Rifles » (fusiliers de Glade Spring)[1](p59)
- Compagnie G - « New Garden Fearnoughts » (sans peur de New Garden)[1](p107)
- Compagnie H - « King Mountain -Rifles » (fusiliers de King Mountain)[1](p81)

## Service
Le régiment prend part aux combats à la première bataille de Kernstown  et celle de McDowell(p206),, participe ensuite à la campagne de la vallée de Jackson. Pendant la guerre, il est affecté dans la brigade de Taliaferro, de Colston, de Steuart, et de W. Terry de l'armée de Virginie du Nord. Le 37th Virginia est impliqué dans de nombreux combats, de la bataille des sept jours jusqu'à celle de Cold Harbor. 
Au cours de la bataille des sept jours, le colonel Fulkerson est mortellement blessé alors qu'il commande la troisième brigade de la division de Whiting et que le commandant Titus V. Fulkerson est à la tête du régiment(p316).
Il se déplace avec Early dans la vallée de la Shenandoah, puis participe à la dernière campagne à Appomattox.

## Pertes
Il compte 846 hommes en décembre 1861, et subit 113 pertes à la première bataille de Kernstown et a cinq tués à Manassas et 34 blessés à McDowell. Le régiment rend compte de 12 tués et 76 blessés à Cedar Mountain, cinq tués et 36 blessés à deuxième bataille de Bull Run, et 22 tués, 101 blessés, et 9 disparus à Chancellorsville. Plus de 30 % des 264 hommes engagés à Gettysburg sont mis hors de combat, et beaucoup parmi le régiment en sous effectif chronique sont capturés à Spotsylvania. Seulement deux officiers et 39 hommes se rendent à Appomattox Courthouse.

## Commandement
Les officiers supérieurs sont les colonels Samuel V. Fulkerson et Titus V. Williams, les lieutenants-colonels Robert P. Carson et John F. Terry, et le commandant Henry C. Wood.